# Alexandra Kitchin
Alexandra Kitchin, conosciuta anche come Xie, (29 settembre 1864 – 6 aprile 1925), fu una delle amiche-bambine, nonché la modella preferita da Lewis Carroll.

## Biografia
Alexandra era figlia del reverendo George William Kitchin e sorella maggiore di tre altri fratelli e una sorella: George Herbert, Hugh Bridges, Brook Taylor e Dorothy Maud Mary, che furono tutti fotografati almeno una volta da Carroll.
Carroll fotografò Alexandra oltre 50 volte, dal 1868, quando aveva 4 anni, fino al 1880 quando compì 16 anni. La maggior parte delle bambine ritratte da Carroll scrivevano il proprio nome in un angolo della stampa, per cui i loro nomi sono quasi tutti noti. Alexandra nei suoi ritratti si firmava Xie (pronunciato "Ecksy") dal diminutivo del suo nome.
Si sposò con Arthur Cardew nel 1890, dal quale ebbe sei figli. Visse vicino a Londra fino alla morte, nel 1925.
Rispetto ad Alice Liddell e ad altre amiche-bambine di Carroll, Alexandra non pubblicò mai memorie e ricordi di lui, nonostante fosse la modella più fotografata dallo stesso Carroll.

## Galleria d'immagini

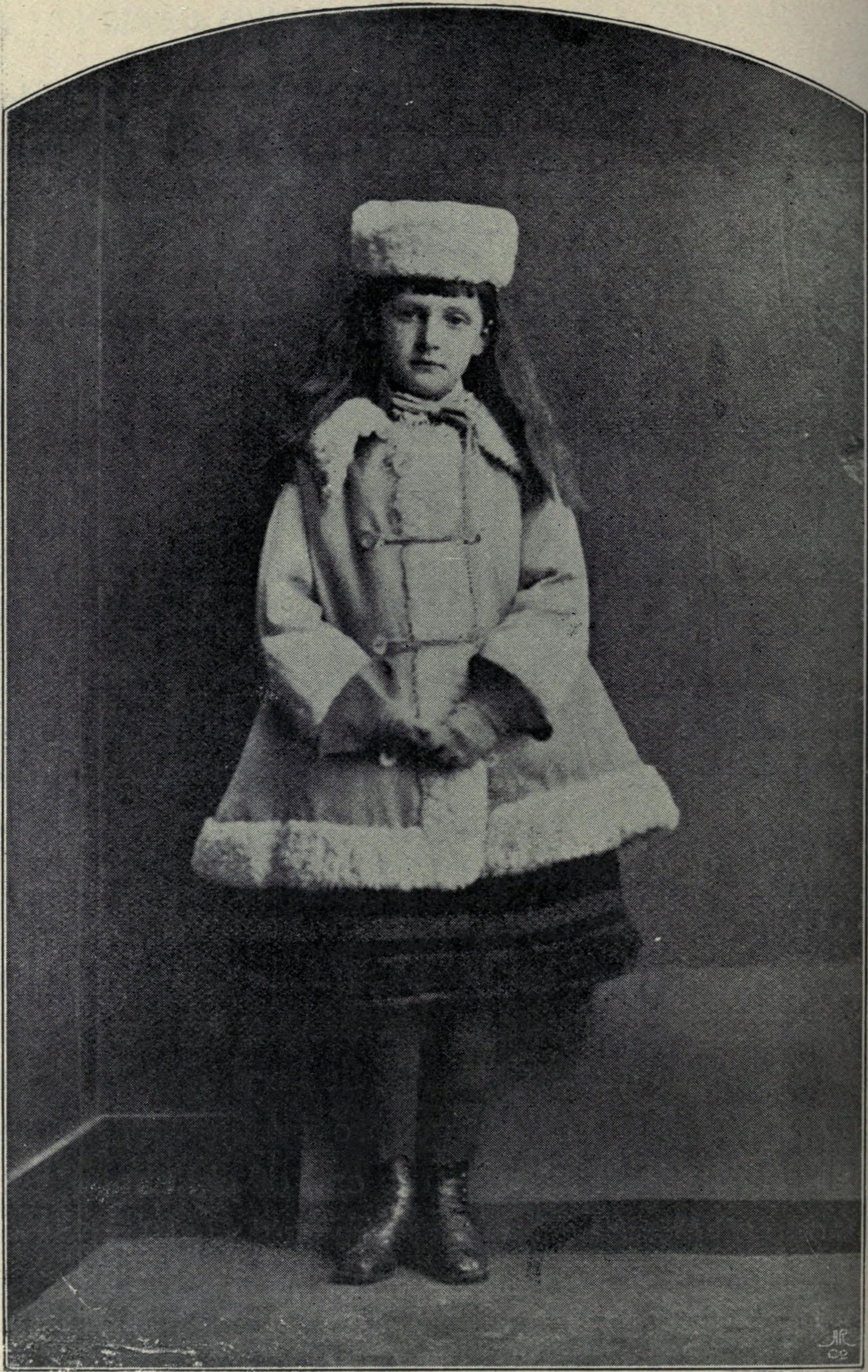
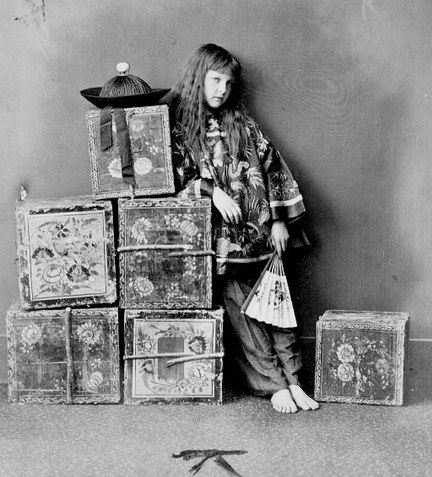